# فهرست نبردها بر پایه تلفات
جدول ذیل فهرستی از آمار تلفات در نبردهای تاریخ بشری است:
(این فهرست علاوه بر تلفات مربوط به محاصره‌ها (که به صورت فنی نبرد نیستند ولی مرگ‌ها به درگیری‌ها ارتباط دارند)، تلفات غیرنظامی درحین نبردها را هم شامل می‌شود. اعلان دقیق تلفات نبردهای بزرگ تقریباً امری غیرممکن است)

## نبردهای کلاسیک
| نبرد                | جنگ                          | تلفات                                        | سال              |
| ------------------- | ---------------------------- | -------------------------------------------- | ---------------- |
| نبرد کرکر           | تصرف سوریه توسط آشور         | احتمالاً ۱۴٬۰۰۰ نفر                           | ۸۵۳ قبل از میلاد |
| نبرد ترموپیل        | جنگ‌های ایران و یونان         | ۲۲٬۳۰۰–۲۲٬۵۰۰ نفر                            | ۴۸۰ قبل از میلاد |
| نبرد پلاته          | جنگ‌های ایران و یونان         | ۵۱٬۵۰۰–۲۵۷٬۰۰۰ نفر                           | ۴۷۹ قبل از میلاد |
| نبرد چارونیا        | جنگ‌های اسکندر                | حداقل ۲۰٬۰۰۰ نفر                             | ۳۳۸ قبل از میلاد |
| نبرد گرانیکوس       | جنگ‌های اسکندر                | حداقل ۱۵٬۰۰۰ نفر                             | ۳۳۴ قبل از میلاد |
| نبرد ایسوس          | جنگ‌های اسکندر                | ۵۰٬۴۵۰ نفر                                   | ۳۳۳ قبل از میلاد |
| نبرد گوگمل          | جنگ‌های اسکندر                | ۵۳٬۵۰۰ نفر                                   | ۳۳۱ قبل از میلاد |
| نبرد یامن           | پایان سلسله سونگ توسط مغول‌ها | بیشتر از ۱۰۰٬۰۰۰ نفر                         | ۱۲۷۹             |
| نبرد هیداسپس        | جنگ‌های اسکندر                | ۲۳٬۳۱۰ نفر                                   | ۳۲۶ قبل از میلاد |
| نبرد سنتینوم        | جنگ‌های سامنیت                | ۳۳٬۵۰۰ نفر                                   | ۲۹۵ قبل از میلاد |
| نبرد هراکلی         | جنگ پایروس                   | ۱۱٬۰۰۰–۲۶٬۰۰۰ نفر                            | ۲۸۰ قبل از میلاد |
| نبرد کالینگا        | امپراطوری مائوریا            | همراه با غیرنظامیان ۱۱۰٬۰۰۰ تا ۱٬۰۰۰٬۰۰۰ نفر | ۲۶۲ قبل از میلاد |
| نبرد تربیا          | دومین جنگ پونیک              | ۳۵٬۰۰۰ نفر                                   | ۲۱۸ قبل از میلاد |
| نبرد دریاچهٔ تراسیمن | دومین جنگ پونیک              | تقریباً ۳۰۰۰۰                                 | ۲۱۷ قبل از میلاد |
| نبرد کانا           | دومین جنگ پونیک              | ۵۶٬۰۰۰ تا ۹۲٬۰۰۰ نفر یا بیشتر                | ۲۱۶ قبل از میلاد |
| نبرد میتوریوس       | دومین جنگ پونیک              | ۱۲٬۰۰۰ نفر                                   | ۲۰۷ قبل از میلاد |
| نبرد زاما           | دومین جنگ پونیک              | ۲۱٬۵۰۰ نفر                                   | ۲۰۲ قبل از میلاد |
| نبرد ماگنزیا        | جنگ روم و سوریه              | ۵۳٬۳۵۰ نفر                                   | ۱۹۰ قبل از میلاد |
| نبرد ادسا           | جنگ‌های ایران ورم             | ۵۰٬۰۰۰ نفر                                   | ۲۶۰ میلادی       |

## نبردهای دریایی
| نبرد                     | سال              | جنگ                            | تلفات        |
| ------------------------ | ---------------- | ------------------------------ | ------------ |
| نبرد سالامیس             | ۴۸۰ قبل از میلاد | دومین تهاجم ایرانیان به یونان  | ۵۰۰۰۰        |
| نبرد کیپ اکنوموس         | ۲۵۶ قبل از میلاد | نخستین جنگ کارتاژ              | ۵۰۰۰۰        |
| جنگ یامن                 | ۱۲۷۹             | تسخیر سلسله سونگ توسط مغول     | ۱۱۰۰۰۰       |
| نبرد چول                 | ۱۵۰۸             | درگیری‌های ممالیک و پرتغال      | ۸۴۰          |
| نبرد لپانتو              | ۱۵۷۱             | جنگ‌های عثمانی و هابسبورگ       | ۴۰۰۰۰        |
| نبرد سائو ویسنته         | ۱۵۸۳             | جنگ هشتادساله                  | ۱۶۶          |
| نبرد سول بی              | ۱۶۷۲             | جنگ سوم انگلیس و هلند          | ۳۱۰۰         |
| نبردهای بارفلور و لا هوگ | ۱۶۹۲             | جنگ نه‌ساله                     | ۱۰۰۰۰        |
| نبرد پوندیچری            | ۱۷۵۹             | جنگ هفت‌ساله                    | ۱۱۵۸۹        |
| نبرد چسما                | ۱۷۷۰             | جنگ روسیه و عثمانی (۱۷۷۴–۱۷۶۸) | ۱۲۰۰۰        |
| نبرد داگر بانک (۱۷۸۱)    | ۱۷۸۱             | جنگ چهارم انگلیس و هلند        | ۹۸۸          |
| نبرد خلیج ویبورگ (۱۷۹۰)  | ۱۷۹۰             | جنگ روسیه و سوئد (۹۰–۱۷۸۸)     | ۶۰۰۰ — ۱۲۰۰۰ |
| نبرد نیل                 | ۱۷۹۸             | لشکرکشی فرانسه به مصر و سوریه  | ۸٫۹۹۷        |
| نبرد کپنهاگ (۱۸۰۱)       | ۱۸۰۱             | جنگ ائتلاف دوم                 | ۲۸۰۰         |
| نبرد ترافالگار           | ۱۸۰۵             | جنگ ائتلاف سوم                 | ۴٫۸۵۳        |
| نبرد ناوارینو            | ۱۸۲۷             | جنگ استقلال یونان              | ۶۰۰۰         |
| نبرد سینوپ               | ۱۸۵۳             | جنگ کریمه                      | ۳٫۳۶۶        |
| نبرد همپتون رودز         | ۱۸۶۲             | جنگ داخلی آمریکا               | ۳۹۲          |
| نبرد ریاچولو             | ۱۸۶۵             | جنگ پاراگوئه                   | ۹۹۷          |
| نبرد رودخانه یالو (۱۸۹۴) | ۱۸۹۴             | نخستین جنگ چین و ژاپن          | ۱۱۷۳۰        |
| نبرد دریای زرد           | ۱۹۰۴             | جنگ روسیه و ژاپن               | ۵۶۶          |
| نبرد تسوشیما             | ۱۹۰۵             | جنگ روسیه و ژاپن               | ۵۱۶۲         |
| نبرد لمنوس (۱۹۱۳)        | ۱۹۱۳             | جنگ نخست بالکان                | ۱۴۶          |
| نبرد تاج                 | ۱۹۱۴             | جنگ جهانی اول                  | ۱۱۶۶۰        |
| نبرد داگر بانک (۱۹۱۵)    | ۱۹۱۵             | جنگ جهانی اول                  | ۱۰۸۱         |
| نبرد یوتلاند             | ۱۹۱۶             | جنگ جهانی اول                  | ۱۲۰۰۰        |
| نبرد کیپ ماچیچاکو        | ۱۹۳۷             | جنگ داخلی اسپانیا              | ۳۵           |
| نبرد کیپ پالوس (۱۹۳۸)    | ۱۹۳۸             | جنگ داخلی اسپانیا              | ۷۶۵          |
| نبرد رود پلاته           | ۱۹۳۹             | جنگ جهانی دوم                  | ۱۹۶          |
| حمله به مرس الکبیر       | ۱۹۴۰             | جنگ جهانی دوم                  | ۱۶۶۹         |
| عملیات جونو              | ۱۹۴۰             | جنگ جهانی دوم                  | ۱۱۶۶۲        |
| آخرین نبرد بیسمارک       | ۱۹۴۱             | جنگ جهانی دوم                  | ۲۲۴۹         |
| نبرد دهانه ماتاپان       | ۱۹۴۱             | جنگ جهانی دوم                  | ۲۳۰۳         |
| نبرد کیپ بون             | ۱۹۴۱             | جنگ جهانی دوم                  | ۸۱۷          |
| نبرد دریای جاوه          | ۱۹۴۲             | جنگ جهانی دوم                  | ۲٫۳۳۶        |
| نبرد میدوی               | ۱۹۴۲             | جنگ جهانی دوم                  | ۳٫۳۶۴        |
| نبرد جزایر سانتا کروز    | ۱۹۴۲             | جنگ جهانی دوم                  | ۷۶۶          |
| جزیره نبرد ساوو          | ۱۹۴۲             | جنگ جهانی دوم                  | ۱۲۱۷         |
| نبرد دریایی کازابلانکا   | ۱۹۴۲             | جنگ جهانی دوم                  | ۶۳۶          |
| نبرد دریای بیسمارک       | ۱۹۴۳             | جنگ جهانی دوم                  | ۲۹۰۳         |
| نبرد خلیج لیته           | ۱۹۴۴             | جنگ جهانی دوم                  | ۱۵۵۰۰        |
| نبرد سن کارلوس (۱۹۸۲)    | ۱۹۸۲             | جنگ فالکلند                    | ۶۵           |